# جامعة جهرم للعلوم الطبية
جامعة جهرم للعلوم الطبية (JUMS) هي جامعة حكومية للعلوم الطبية تقع في مدينة جهرم جنوب إيران.

## كليات الجامعة
جامعة جهرم للعلوم الطبية تضم 3 كلية:
- كلية الطب
- كلية الرعاية الصحية
- كلية التمريض والقبالة